# Goldkrone (Markenname)

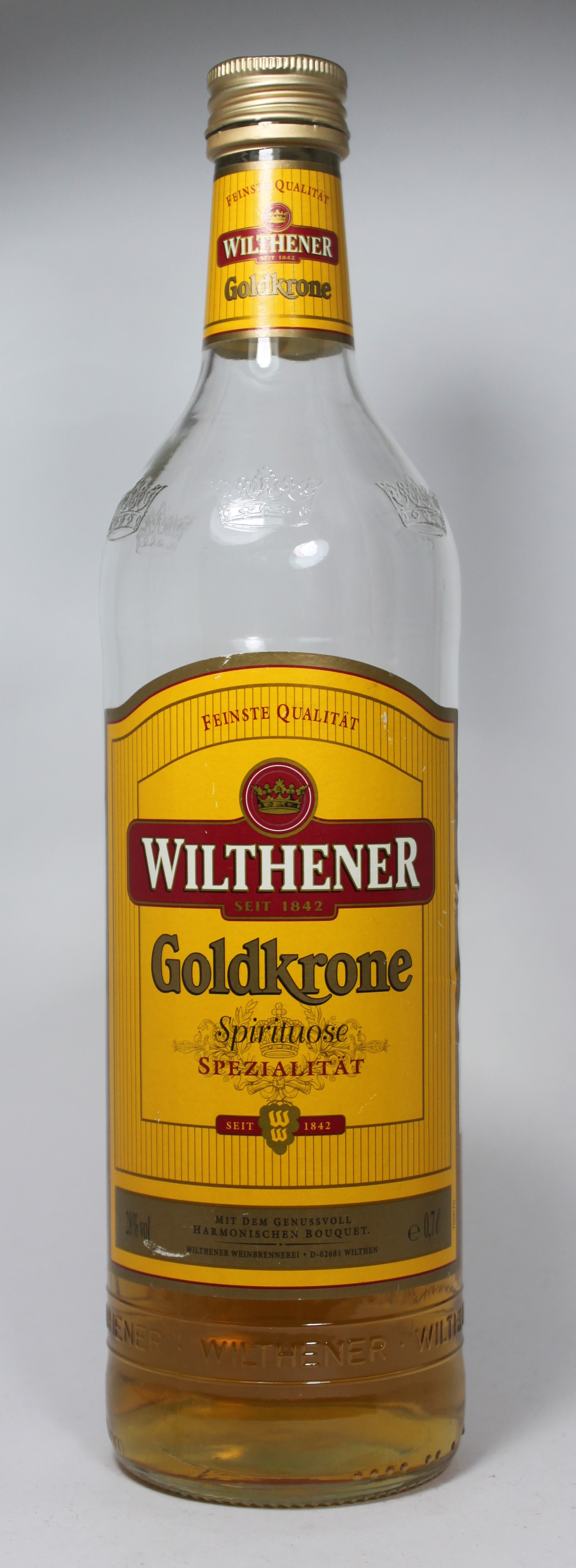
0,7l Flasche Wilthener Goldkrone, hergestellt nach 1991

Goldkrone ist die Bezeichnung für einen Weinbrand, der in den 1970er Jahren in der DDR entwickelt wurde und seitdem durchgehend produziert wird. Er gilt inzwischen als eine der meistverkauften Spirituosen in Deutschland. Die Wilthener Weinbrennerei der Hardenberg-Wilthen AG produziert die Spirituose in Wilthen (Sachsen). 

## Inhaltsstoffe
Goldkrone ist ein Weinbrandverschnitt, der aus Massenweinbranddestillat und einem Zusatz von Agraralkohol besteht und mit Zuckerkulör gefärbt ist; für den holzigen Geschmack sorgen zugesetzte Eichenspäne. Das Produkt enthält 28 Vol.-% Alkohol und wird sowohl pur als auch in Mischgetränken getrunken. Im Volksmund wird die Goldkrone aufgrund ihrer bräunlichen Färbung auch einfach als Brauner bezeichnet.

## Geschichte

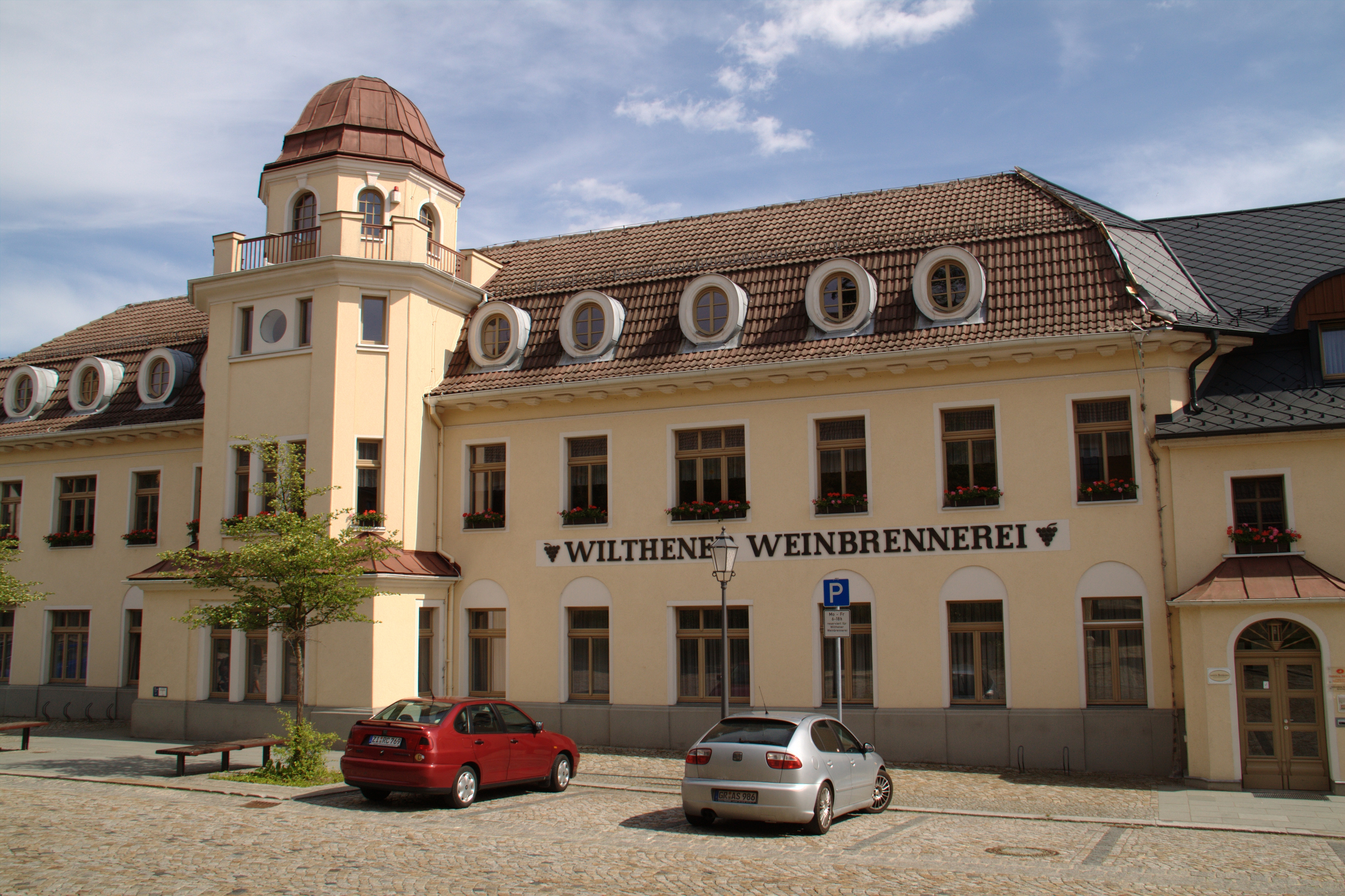
Die Wilthener Weinbrennerei im sächsischen Wilthen

Goldkrone wurde in der DDR entwickelt und ab den 1970er Jahren in mehreren Volkseigenen Betrieben, beispielsweise bei Bärensiegel (Berlin), Nordbrand (Nordhausen), Schilkin (Berlin), Meeraner (Meerane) und Wilthener (Wilthen), hergestellt. Der Einzelhandelsverkaufspreis für die 0,7-l-Flasche betrug einheitlich 27 Mark.
Nach der Wende gab es Streitigkeiten um das Recht, Goldkrone zu produzieren. Ab Mitte 1997 durften das nur noch die Brennereien Wilthen, Berliner Bären Siegel und Nordbrand Nordhausen. Mittlerweile wird die Spirituose nur noch von der Hardenberg-Wilthen AG in Wilthen produziert. Nach Unternehmensangaben aus dem Jahr 2003 soll Wilthener Goldkrone seinerzeit die meistverkaufte Spirituose in Deutschland gewesen sein.
Im Jahr 2011 wurden 12,8 Millionen Flaschen verkauft, davon rund 11,9 Millionen Flaschen in den neuen Bundesländern. Der Absatz ist jedoch stark rückläufig.